# Lophodermium

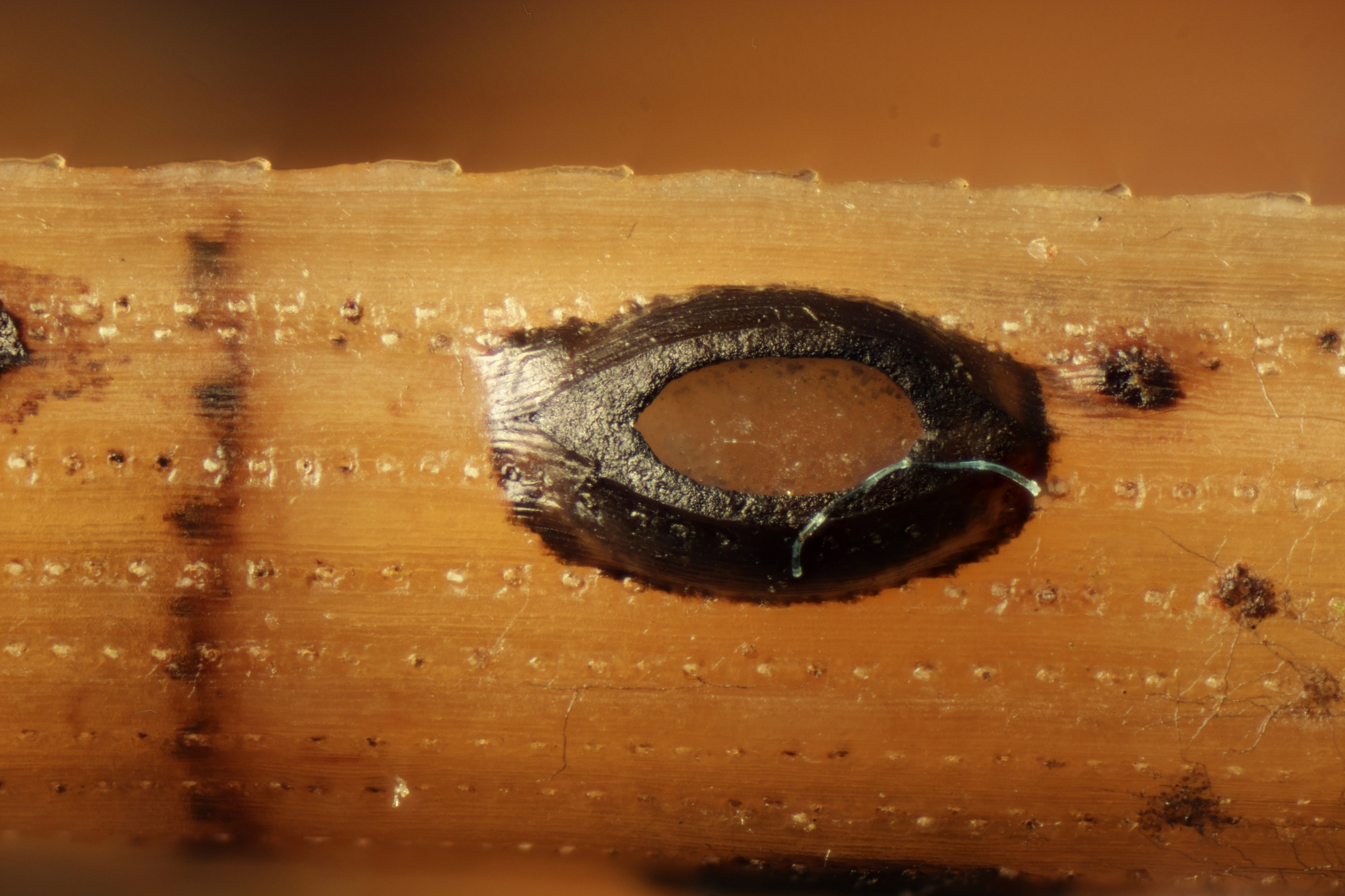
Apotecjum Lophodermium pinastri

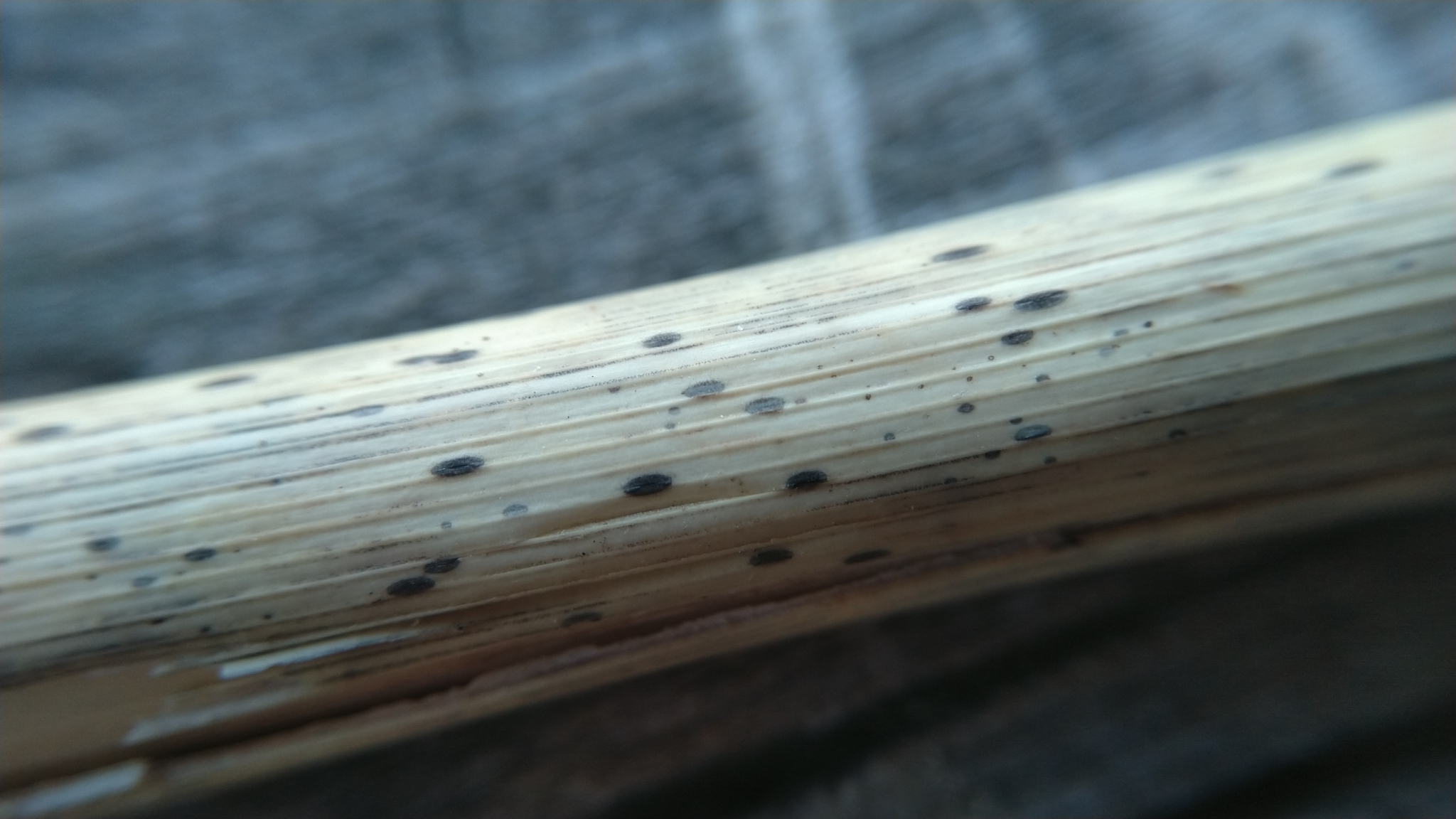
Apotecja Lophodermium arundinaceum

Lophodermium Chevall. – rodzaj grzybów z rodziny łuszczeńcowatych (Rhytismataceae).

## Charakterystyka
Do rodzaju należy około 150 gatunków żyjących przeważnie na drzewach i krzewach iglastych, rzadziej innych roślinach. Najliczniejsza grupa gatunków żyje na sosnach, wywołując grzybowe choroby roślin o nazwie osutka sosny. Pasożytami są ich formy bezpłciowe (anamorfy), wytwarzające pyknidia lub pyknotyria, formy płciowe (teleomorfy) są zazwyczaj saprotrofami wytwarzającymi owocniki typu apotecjum. Apotecja powstają pojedynczo, mają elipsoidalny kształt i wydłużoną szparkę o różnych odcieniach szarości lub brązu. Szparka ta może się otwierać lub zamykać, w zależności od wilgotności środowiska.

## Systematyka i nazewnictwo
Pozycja w klasyfikacji według Index Fungorum: Rhytismataceae, Rhytismatales, Leotiomycetidae, Leotiomycetes, Pezizomycotina, Ascomycota, Fungi.
Takson utworzył François Fulgis Chevallier w 1826 r.Synonimy: Actinothyrium Kunze, Aporia Duby, Dermascia Tehon, Hadotia Maire, Hypoderma DC., Lophoderma Chevall., Lophodermellina Höhn., Lophodermina Höhn., Stigmatoscolia Bat. & Peres.
Gatunki występujące w Polsce:
- Lophodermium arundinaceum (Schrad.) Chevall. 1826
- Lophodermium aucupariae (Schleich.) Darker 1967 – osutka jarzębinowa
- Lophodermium caricinum (Roberge ex Desm.) Duby 1861 – osutka turzycowa
- Lophodermium conigenum (Brunaud) Hilitzer 1929
- Lophodermium corconticum Koukol, Pusz & Minter 2015
- Lophodermium culmigenum (Fr.) De Not. 1847 – osutka trzcinnikowa
- Lophodermium foliicola (Fr.) P.F. Cannon & Minter 1983 – osutka liściowa
- Lophodermium herbarum (Fr.) Fuckel 1874 – osutka konwaliowa
- Lophodermium juniperinum (Fr.) De Not. 1847 – osutka jałowcowa
- Lophodermium maculare (Fr.) De Not. 1847 – osutka łochiniowa
- Lophodermium melaleucum (Fr.) De Not. 1847 – osutka brusznicowa
- Lophodermium oxycoccos (Fr.) Duby 1861 – osutka żurawinowa
- Lophodermium paeoniae Rehm 1897 – osutka piwoniowa
- Lophodermium petiolicola Fuckel 1870 – osutka dębowa
- Lophodermium piceae (Fuckel) Höhn. 1917 – osutka świerkowa
- Lophodermium pinastri (Schrad.) Chevall. 1826 – osutka sosnowa
- Lophodermium pini-mugonis C.L. Hou & M. Piepenbr. 2009
- Lophodermium punctiforme (Fr.) Fuckel 1870
- Lophodermium pini-excelsae S. Ahmad 1954
- Lophodermium seditiosum Minter, Staley & Millar 1978
- Lophodermium sphaeroides (Alb. & Schwein.) Duby 1861 – osutka bagnowa
- Lophodermium typhinum (Fr.) Lambotte 1880
- Lophodermium staleyi Minter 1981

Nazwy naukowe według Index Fungorum. Wykaz gatunków i nazwy polskie według M.A. Chmiel i innych.